# Konžský frank
Konžský frank (francouzsky franc congolais) je platnou měnou Konžské demokratické republiky. Dělí se na 100 centimů

## První frank (1887–1967)
Poprvé byla měna zavedena v roce 1887 pro Svobodný stát Kongo. Jednotkou byl frank (nizozemsky congolese frank), který se dělil na centimy. Po anexi Svobodného státu Belgií v roce 1908 zůstala měna platná i v belgickém Kongu. Franky měly stejnou hodnotu jako belgický frank. Od roku 1916 obíhal konžský frank také v Ruandě-Urundi (dnešní Rwanda a Burundi ) a od roku 1952 byla měna vydávána společně jménem belgického Konga a Ruandy-Urundi.
Po vyhlášení nezávislosti Konga v roce 1960 zůstal konžský frank v platnosti a zprvu byl navázán na britskou libru. V té době přijala Ruanda-Urundi vlastní frank. Vlastní frank zavedla také v letech 1960 až 1963 odštěpenecká provincie Katanga. Snaha o zachování měnové stability vzala za své důsledkem konžské krize. Frank zůstal konžskou měnou až do roku 1967, kdy byl zaveden zaire v poměru 1 zaire = 1 000 franků.

### Mince

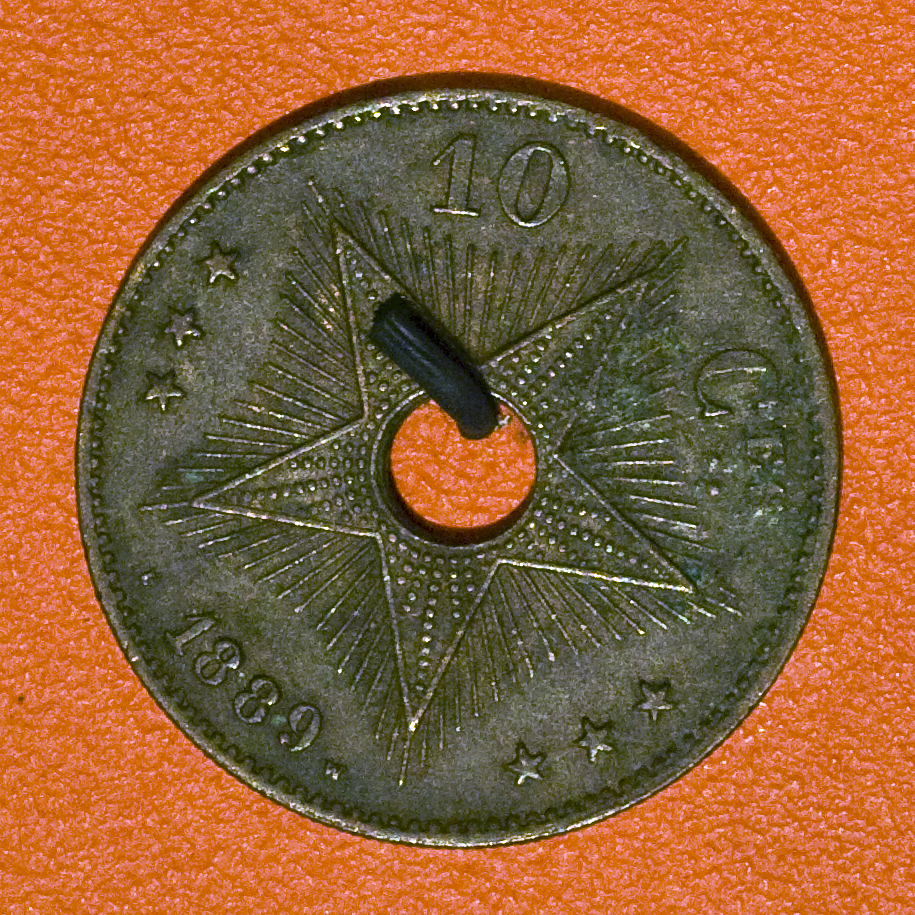
Mince 10 centimů Svobodného státu Kongo z roku 1889

V roce 1887 byly zavedeny děrované měděné mince v hodnotách 1, 2, 5 a 10 centimů společně se stříbrnými mincemi v hodnotě 50 centimů a 1, 2 a 5 franků. Mince přestaly být raženy ve stříbře v roce 1896. V roce 1906 byly zavedeny děrované , mědiniklové 5, 10 a 20centimové mince, zbývající měděné mince (v hodnotě 1 a 2 centimů) se razily až do roku 1919. Mědiniklové 50centimy a jednofranky byly zavedeny v roce 1921, resp. 1920.
V roce 1929 se mince přestaly razit a ražba se obnovila teprve v letech 1936 a 1937 vydáním nikl-bronzových pětifranků. V roce 1943 byly představeny šestiúhledníkové mosazné dvoufrankové mince, následované mezi lety 1944 a 1947 kulatými, mosaznými mincemi v hodnotě 1, 2 a 5 franků a stříbrnými padesátifrankovými mincemi .

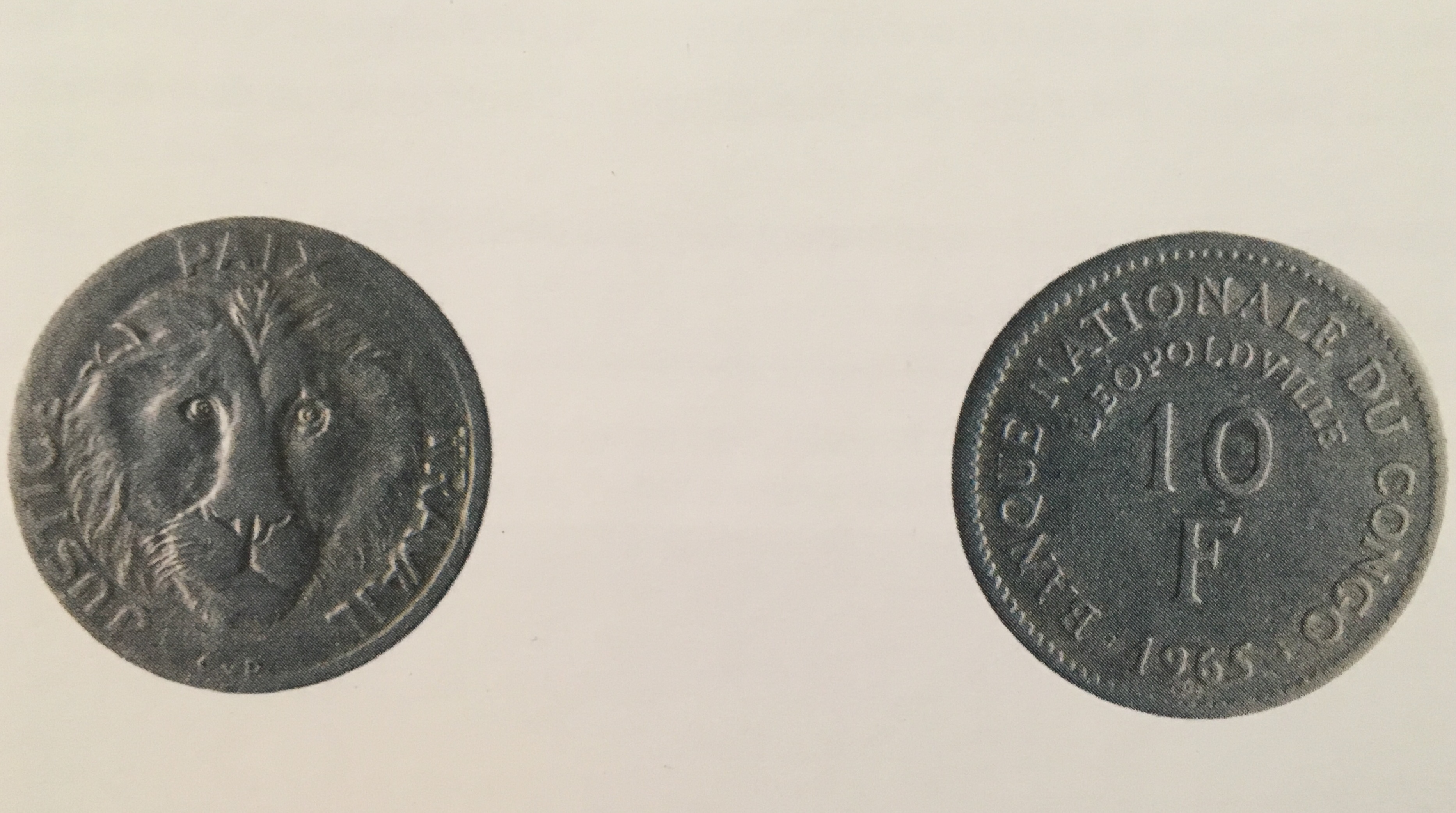
Desetifranová mince Republiky Kongo (Leopoldville) z roku 1965

V roce 1952 byly poprvé vydány mosazné pětifrankové mince nesoucí jméno „Ruanda-Urundi“. Mezi lety 1954 a 1957 následovaly hliníkové mince v hodnotě 50 centimů, 1 a 5 franků. Stejně jako u belgických mincí byly některé typy vydávány ve dvou odlišných verzích, jedna s francouzským popisem, druhá s nizozemským.
Jedinou mincí nezávislého Konga, která reálně obíhala, byla hliníková mince v hodnotě 10 franků vydaná v roce 1965.

### Bankovky
V roce 1896 vydal Svobodný stát Kongo bankovky 10 a 100 franků. V roce 1912 uvedla Banka belgického Konga do oběhu bankovky 20 a 1 000 franků a v roce 1914 následovaly bankovky 1, 5 a 100 franků. Jednofrankové bankovky byly tištěny pouze do roku 1920. V roce 1937 přibyla bankovka o nominálu 10 franků, počátkem 40. let 500 franků a v roce 1942 10 000 franků.
V roce 1952 uvedla Ústřední banka Belgického Konga a Ruandy-Urundi do oběhu bankovky 5, 10, 20, 50 a 100 franků, v roce 1953 přidala 500 a 1 000 franků.
V roce 1961 uvedla Konžská národní banka do oběhu bankovky 20, 50, 100, 500 a 1 000 franků, z nichž některé byly vydávány až do roku 1964. V roce 1962 představila měnová rada Konžské republiky 1 000 franků, což byly bankovky Ústřední banky Belgického Konga a Ruandy-Urundi s přetiskem měnové rady. V roce 1963 vydala měnová rada bankovky standardní sady o hodnotách 100 a 5 000 franků.

## Druhý frank (od roku 1997)
Frank byl znovu zaveden v roce 1997 a nahradil nový zaire v poměru 1 frank = 100 000 nových zaire. To odpovídalo 300 000 000 000 000 (300 biliónům) starých franků.

### Mince
Mince nebyly nikdy zavedeny, protože i nižší jednotky 1, 5, 10, 20 a 50 centimů byly vydávány jen ve formě bankovek.

### Bankovky
30. června 1998 byly do oběhu uvedeny bankovky o hodnotách 1, 5, 10, 20 a 50 centimů, 1, 5, 10, 20, 50 a 100 franků, ačkoli všechny jsou datovány k 1. 11. 1997. Bankovka o hodnotě 200 franků byla zavedena v roce 2000, následně v roce 2002 500 franků. Tyto bankovky mají hodnoty uvedené ve francouzštině, angličtině a svahilštině, přestože angličtina není úředním jazykem země.
V roce 2010 vydala Ústřední konžská banka 20 milionů pamětních 500frankových bankovek u příležitosti 50. výročí nezávislosti země. Hodnota „pět set“ je uvedená ve francouzštině, svahilštině, ngalštině, lubštině a konžštině. V této jazykové úpravě jsou vydány všechny pozdější bankovky.
Dne 2. července 2012 vydala Ústřední konžská banka (Banque Centrale du Congo) nové bankovky v hodnotách 1 000, 5 000, 10 000 a 20 000 franků.
Od července 2018 jsou jediným oběživem v Demokratické republice Kongo bankovky 10, 20, 50, 100, 200, 500, 1 000, 5 000, 10 000 a 20 000 franků. Přitom bankovky v menších hodnotách než 50 franků se používají zřídka.
| Vyobrazení | Vyobrazení | Hodnota       | Rozměry     | Dominantní barva        | Popis stran                       | Rok emise             | poznámka      |
| Avers      | Revers     | Hodnota       | Rozměry     | Dominantní barva        | Popis stran                       | Rok emise             | poznámka      |
| ---------- | ---------- | ------------- | ----------- | ----------------------- | --------------------------------- | --------------------- | ------------- |
|            |            | 50 franků     | 151 × 70 mm | červená                 | vesnice maska Tshokwe „Mwana Pwo“ | 2000, 2007, 2013      | odkaz         |
|            |            | 100 franků    | 151 × 70 mm | šedozelená, modrozelená | přehrada Inga II slon             | 2000, 2007, 2013      | odkaz         |
|            |            | 200 franků    | 151 × 70 mm | fialová                 | bubeníci polní práce              | 2000–2013, 2007, 2013 | odkaz         |
|            |            | 500 franků    | 151 × 70 mm | modrá na hnědé          | údolí Etroite těžba diamantů      | 2000–2013             | odkaz         |
|            |            | 500 franků    | 151 × 70 mm | zelená                  | most v Kinsuce přístav Matadi     | 2010                  | příležitostní |
|            |            | 1 000 franků  | 141 × 72    | zelená                  | okapi papoušek                    | 2005–2013             | odkaz         |
|            |            | 5 000 franků  | 145 × 72    | růžovohnědá             | zebry pár perliček                | 2005–2013             | odkaz         |
|            |            | 10 000 franků | 152 × 73    | fialová                 | pár pakoňů pták a banány          | 2005–2013             | odkaz         |
|            |            | 20 000 franků | 156 × 73    | žlutá                   | pár žiraf pár volavek             | 2005–2013             | odkaz         |

Obchodníci v Kinshase vesměs nepřijímají bankovky o hodnotě 5 000 franků, protože zde od roku 2017 obíhá mnoho padělků, jejichž sériové označení končí písmenem C.

## Hodnota
Konžský frank má míru inflace 41,5 %, tak lze hovořit o hyperinflaci. Když byl 30. června 1998 zaveden, stál 0,77 amerického dolaru. V roce 2000 odpovídal 0,04 $. V roce 2001 to bylo 0,004 $ a v září 2019 0,0006 $. Průměrný kurz konžského franku za 1 dolar, v červnu příslušného roku, je uveden v následující tabulce.
| Rok  | 1998 | 2000 | 2001 | 2003 | 2005 | 2007 | 2009 | 2011 | 2013 | 2015 | 2017 | 2019 | 2021 |
| ---- | ---- | ---- | ---- | ---- | ---- | ---- | ---- | ---- | ---- | ---- | ---- | ---- | ---- |
| Kurz | 1,3  | 23   | 225  | 414  | 554  | 506  | 738  | 908  | 918  | 926  | 1448 | 1635 | 1983 |